# Новий Вісьнич
Новий Ві́сьнич (пол. Nowy Wiśnicz) — місто в південній Польщі. Належить до Бохнянського повіту Малопольського воєводства.

## Географія

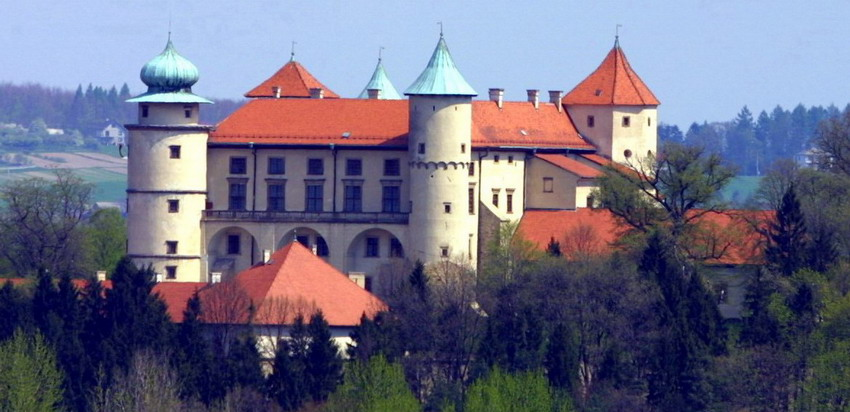
Замок у Новому Вісьничі

Містом протікає річка Лександрувка.

## Історія
У 1920-х роках у місті містився табір інтернованих воїнів армії УНР.

## Населення
Демографічна структура станом на 31 березня 2011 року:
|          | Загалом | Допрацездатний вік | Працездатний вік | Постпрацездатний вік |
| -------- | ------- | ------------------ | ---------------- | -------------------- |
| Чоловіки | 1310    | 284                | 897              | 129                  |
| Жінки    | 1444    | 317                | 864              | 263                  |
| Разом    | 2754    | 601                | 1761             | 392                  |

## Відомі люди
У місті народився видатний польський художник Юліуш Коссак (1824—1899).